# Calhoun County (Alabama)
Das Calhoun County ist ein County im Bundesstaat Alabama der Vereinigten Staaten. Der Sitz der Countyverwaltung (County Seat) ist in Anniston.

## Geographie
Das County liegt im Nordosten von Alabama, ist im Osten etwa 40 km von Georgia entfernt und hat eine Fläche von 1586 Quadratkilometern, wovon zehn Quadratkilometer Wasserfläche sind. Es grenzt im Uhrzeigersinn an folgende Countys: Cherokee County, Cleburne County, Talladega County, St. Clair County und Etowah County.
Das County wird vom Office of Management and Budget zu statistischen Zwecken als Anniston–Oxford, AL Metropolitan Statistical Area geführt.

## Geschichte
Ursprünglich war die Gegend Heimat der Muskogee und Cherokee. Im Creek-Krieg von 1813/14 war das County einer der ersten Schauplätze, als General John R. Coffee hier Tallasseehatchee einnahm. Die Schlacht endete in einem Massaker, bei dem die Soldaten der United States Army 187 Creeks töteten, darunter Frauen und Kinder. Calhoun County wurde am 18. Dezember 1832 auf Beschluss der State Legislature aus Teilen des von den Muskogee im Vertrag von Cusseta abgetretenen Landes als Benton County, benannt nach Thomas Hart Benton gebildet, der einer der stärksten Befürworter der westlichen Expansion der Vereinigten Staaten war. Als Benton sich in den 1850er Jahren zum Abolitionist entwickelte, initiierten Anhänger der Sklaverei in Alabama die Umbenennung des Countys. Am 29. Januar 1856 erhielt es zu Ehren von John C. Calhoun den heutigen Namen. Calhoun stammte aus South Carolina und war der siebte Vizepräsidenten der Vereinigten Staaten und im Verlaufe seiner politischen Laufbahn sowohl Kriegs- als auch Außenminister unter verschiedenen Präsidenten. Er galt als der politische Führer der Sklaverei-Befürworter. Der erste Sitz der Countyverwaltung war in Jacksonville. Seit 1899 ist es Anniston.
Während des Sezessionskriegs hob General John Tyler Morgan im County das 51. Kavallerieregiment aus. Der landesweit als „ritterlicher Pelham“ bekannte Major John Pelham stammte von hier. 1872 gründeten der frühere Nordstaaten-General Daniel Tyler und der Engländer Samuel Noble eine Eisenfabrik. Die um die Produktionsstätte entstehende Stadt hieß erst nach Tylers Schwiegertochter „Annie’s Town“, woraus mit der Zeit Anniston wurde. In den 1880er Jahren war es die am schnellsten wachsende Stadt in Alabama und galt als Modell für den „Neuen Süden“, also die Industrialisierung der Südstaaten. Bis in die 1920er Jahre kamen zur Eisenproduktion noch mehrere Textilfabriken. Anniston war zu dieser Zeit der weltgrößte Hersteller von Gussrohr. Am 14. Mai 1961 geriet das County in den Blickpunkt, als Angehörige des Ku-Klux-Klans einen Bus der Freedom Riders attackierten und ihn in Brand steckten. Dennoch erwarb sich der Anniston Star während der Bürgerrechtsbewegung den Ruf, eine von wenigen liberal gesinnten Zeitungen in Alabama zu sein. Am 27. April 2011 traf ein Tornado-Outbreak historischen Ausmaßes den amerikanischen Südosten und forderte im Calhoun County neun Todesopfer.

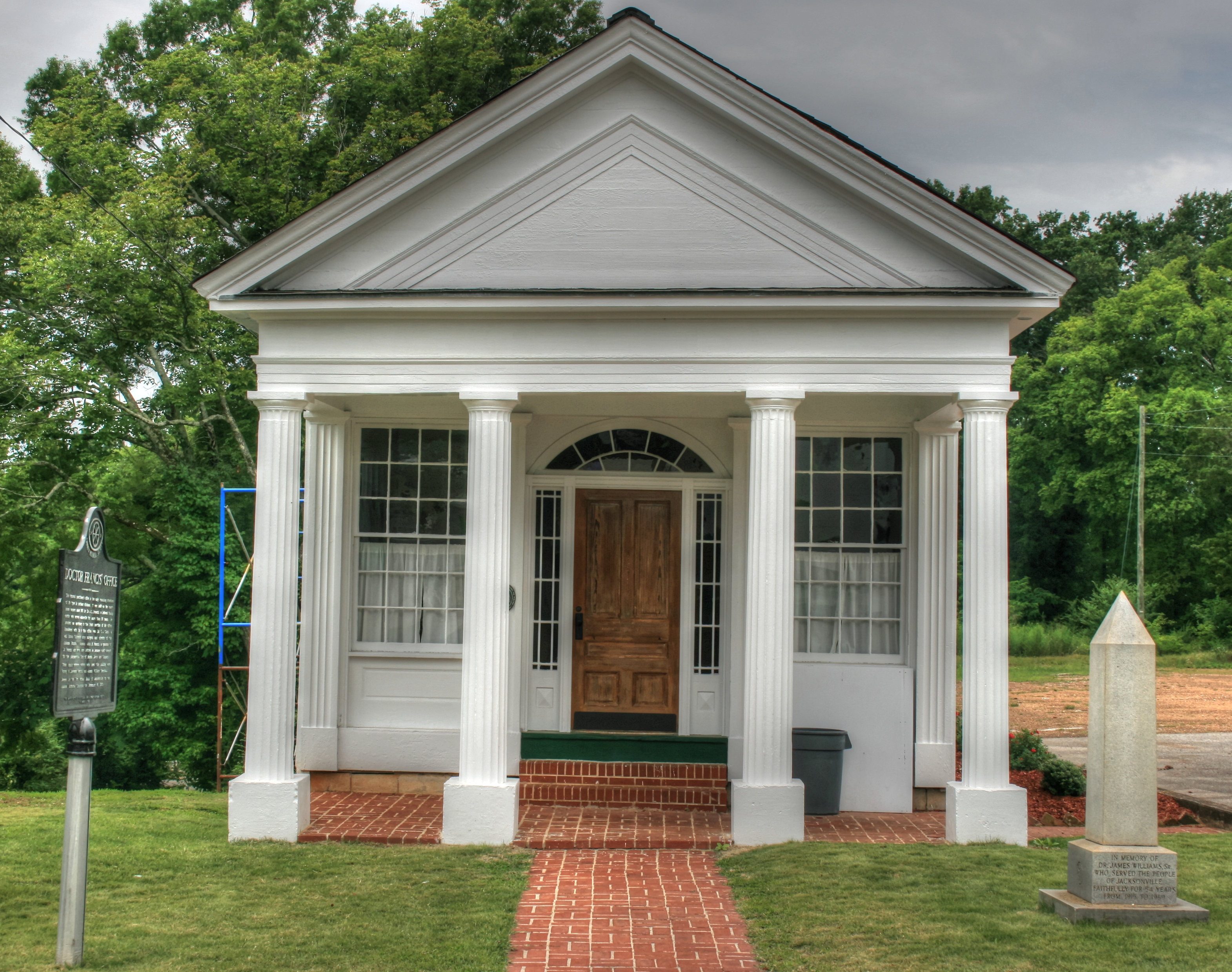
Das Dr. J. C. Francis Office (2014) ist seit November 1970 im NRHP eingetragen.

60 Bauwerke und Stätten im County sind im National Register of Historic Places (NRHP) eingetragen (Stand 30. März 2020), darunter der Downtown Anniston Historic District, das Dr. J. C. Francis Office und Ten Oaks.

## Demographische Daten

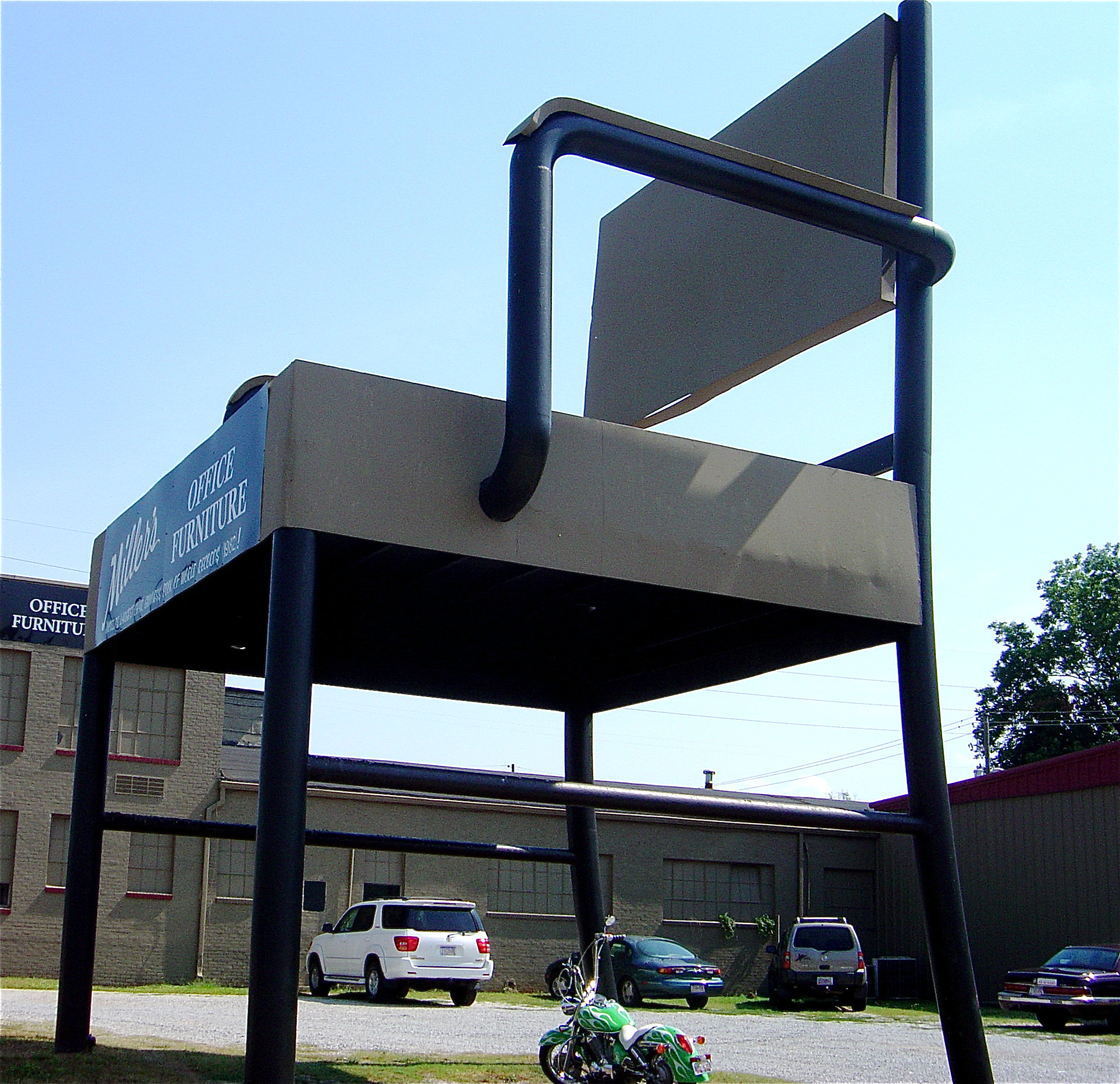
Der Welt größter Stuhl in Anniston

Nach der Volkszählung im Jahr 2000 lebten im Calhoun County 112.249 Menschen. Davon wohnten 2.428 Personen in Sammelunterkünften, die anderen Einwohner lebten in 45.307 Haushalten und 31.307 Familien. Die Bevölkerungsdichte betrug 71 Einwohner pro Quadratkilometer. Ethnisch betrachtet setzte sich die Bevölkerung zusammen aus 78,88 Prozent Weißen, 18,54 Prozent Afroamerikanern, 0,40 Prozent amerikanischen Ureinwohnern, 0,56 Prozent Asiaten, 0,07 Prozent Bewohnern aus dem pazifischen Inselraum und 0,59 Prozent aus anderen ethnischen Gruppen; 0,96 Prozent stammten von zwei oder mehr Ethnien ab. 1,56 Prozent der Bevölkerung waren spanischer oder lateinamerikanischer Abstammung.
Von den 45.307 Haushalten hatten 29,5 Prozent Kinder und Jugendliche unter 18 Jahren, die bei ihnen lebten. In 52,2 Prozent lebten verheiratete, zusammen lebende Paare, 13,4 Prozent waren allein erziehende Mütter, 30,9 Prozent waren keine Familien, 26,9 Prozent aller Haushalte waren Singlehaushalte und in 10,7 Prozent lebten Menschen im Alter von 65 Jahren oder darüber. Die Durchschnittshaushaltsgröße betrug 2,42 und die durchschnittliche Familiengröße betrug 2,94 Personen.
23,6 Prozent der Bevölkerung waren unter 18 Jahre alt, 10,4 Prozent zwischen 18 und 24, 27,8 Prozent zwischen 25 und 44, 24,1 Prozent zwischen 45 und 64 und 14,1 Prozent waren 65 Jahre oder älter. Das Durchschnittsalter betrug 37 Jahre. Auf 100 weibliche Personen kamen 91,7 männliche Personen und auf Frauen im Alter von 18 Jahren und darüber kamen 88,1 Männer.
Das jährliche Durchschnittseinkommen eines Haushalts betrug 31.768 USD, das Durchschnittseinkommen einer Familie 39.908 USD. Männer hatten ein Durchschnittseinkommen von 30.847 USD, Frauen 21.076 USD. Das Prokopfeinkommen betrug 17.367 USD. 12,4 Prozent der Familien und 16,1 Prozent der Einwohner lebten unterhalb der Armutsgrenze.

## Orte im County
- Alexandria
- Allsop
- Angel
- Anniston
- Asberry
- Blue Mountain
- Boiling Springs
- Bonny Brook
- Burns
- Burns Crossroad
- Bush
- Bynum
- Cedar Springs
- Choccolocco
- Cobb Town
- Coldwater
- Colwell
- DeArmanville
- Duke
- Eastaboga
- Eulaton
- Francis
- Golden Springs
- Grayton
- Hicks
- Hobson City
- Holley Crossroads
- Ingram Wells
- Iron City
- Jacksonville
- Jenkins
- Joseph Springs
- Knightens Crossroads
- Ladiga
- Laney
- Lardent
- Leatherwood
- Letchers
- Leydens Mill
- Lowrimores Crossroads
- Macon
- Mahlep
- Maxwellborn
- Melrose
- Merrellton
- Middleton
- Morrisville
- Nances Creek
- Ohatchee
- Old Davisville
- Ottery
- Oxanna
- Oxford
- Peaceburg
- Pelham Heights
- Piedmont
- Piedmont Springs
- Prices
- Rabbittown
- Reads Mill
- Saks
- Sherman Heights
- Southside
- Tarsus
- Tredegar
- Trinity
- Vigo
- Vinnette
- Weaver
- Webster Chapel
- Wellington
- West End Anniston
- West Wellington
- White Plains
- Whites Gap
- Whitesides Mill